# Hamblin-Gletscher
Der Hamblin-Gletscher ist ein Gletscher an der Graham-Küste des Grahamlands auf der Antarktischen Halbinsel. Er mündet in die Südostseite des Widmark-Piedmont-Gletschers.
Luftaufnahmen der Hunting Aerosurveys Ltd. aus den Jahren von 1955 bis 1957 dienten dem Falkland Islands Dependencies Survey der Kartierung. Das UK Antarctic Place-Names Committee benannte ihn 1959 nach dem britischen Optiker Theodore Hamblin (1890–1952), der in den 1930er Jahren an der Entwicklung der ersten funktionstüchtigen Schneebrillen beteiligt war.